# مرج الصفر
مرج الصفر هو سهل واسع إلى الجنوب من دمشق. يحد مرج الصفر إلى الشمال الضفة اليمنى من نهر الأعوج الذي ينبع من جبل الشيخ ويصب في سبخة الهيجانة. في الجنوب يحدها هضبة اللجاة (أكبر هضبة بازلتية جنوب سوريا، على أطراف قرية أم القصور حتى جبال غباغب). في الجنوب الشرقي، يمتد مرج الصفر حتى قرية جب الصفا. يحد المرج إلى الغرب قرية كناكر, وفي الشمال الغربي بلدة زاكية. خط السكة الحديدية من دمشق إلى درعا تحد مرج الصفر من الشرق.

## معارك مرج الصفر
لما للمنطقة من أهمية في إمدادات المياه الصالحة للشرب والرعي, تعتبر مرج الصفر مركز انطلاق للجيوش وقد دارت في المنطقة العديد من المعارك.
قائمة معارك مرج الصفر.

## Bibliography
- Elisséeff, N. "Mard̲j̲al-Ṣuffar." Encyclopedia of Islam, Second Edition, Vol. 6, pp. 546–548.

‌